# Muri (district)
Muri is een district van het kanton Aargau. De hoofdplaats is Muri. Het district heeft een oppervlakte van 138,96 km² en heeft 29.789 inwoners (eind 2005) en omvat de volgende 20 gemeenten:
| Wapenschild       | Gemeentenaam      | Inwoners (31 december 2005) | Oppervlakte (km²) |
| ----------------- | ----------------- | --------------------------- | ----------------- |
| Abtwil            | Abtwil            | 718                         | 4,14              |
| Aristau           | Aristau           | 1276                        | 8,64              |
| Auw               | Auw               | 1561                        | 8,61              |
| Beinwil (Freiamt) | Beinwil (Freiamt) | 930                         | 11,29             |
| Benzenschwil      | Benzenschwil      | 535                         | 2,46              |
| Besenbüren        | Besenbüren        | 578                         | 2,38              |
| Bettwil           | Bettwil           | 550                         | 4,25              |
| Boswil            | Boswil            | 2268                        | 11,78             |
| Bünzen            | Bünzen            | 942                         | 5,77              |
| Buttwil           | Buttwil           | 1167                        | 4,61              |
| Dietwil           | Dietwil           | 1027                        | 5,49              |
| Geltwil           | Geltwil           | 152                         | 3,28              |
| Kallern           | Kallern           | 300                         | 2,67              |
| Merenschwand      | Merenschwand      | 2477                        | 11,05             |
| Mühlau            | Mühlau            | 1004                        | 5,52              |
| Muri              | Muri              | 6549                        | 12,34             |
| Oberrüti          | Oberrüti          | 1209                        | 5,37              |
| Rottenschwil      | Rottenschwil      | 813                         | 4,49              |
| Sins              | Sins              | 3511                        | 20,28             |
| Waltenschwil      | Waltenschwil      | 2222                        | 4,54              |
|                   | Totaal (20)       | 29.789                      | 138,96            |

Aarau · Baden · Bremgarten · Brugg · Kulm · Laufenburg · Lenzburg · Muri · Rheinfelden · Zofingen · Zurzach